# Schmeersteine
Das Großsteingrab Schmeersteine trägt die Sprockhoff-Nr. 977 und entstand in der Jungsteinzeit zwischen 3500 und 2800 v. Chr. als Megalithanlage der Trichterbecherkultur (TBK).

## Lage
Die Schmeersteine liegen in einem Waldstück südöstlich des sandgeprägten Tieflandbachs Aue und knapp zwei Kilometer nördlich der Visbeker Bauerschaft Varnhorn im südoldenburgischen Landkreis Vechta. Das der Nordischen Megalitharchitektur zugehörige Bauwerk wurde 1876 vom Großherzogtum Oldenburg gekauft und unter Schutz gestellt.

Schmeersteine
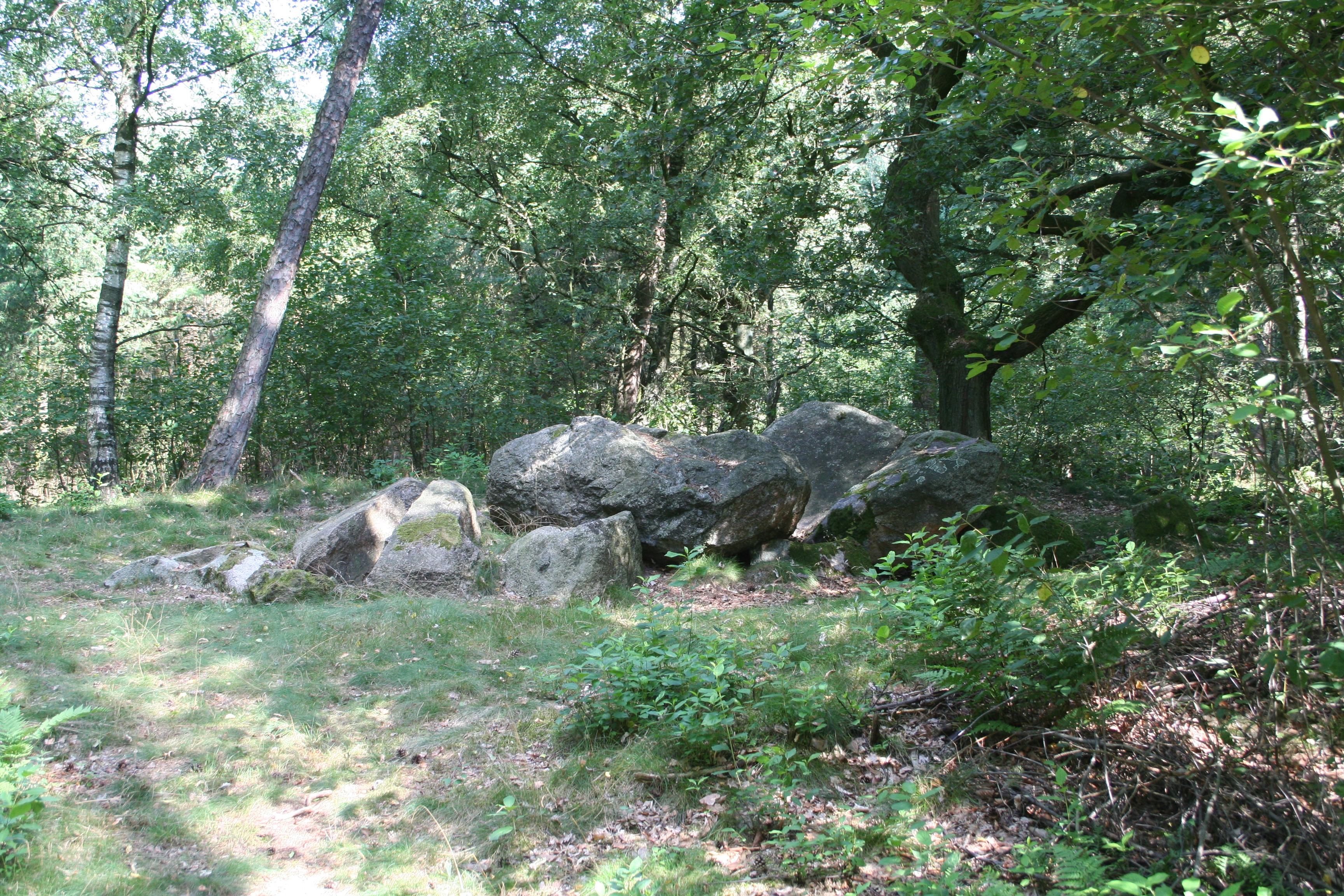
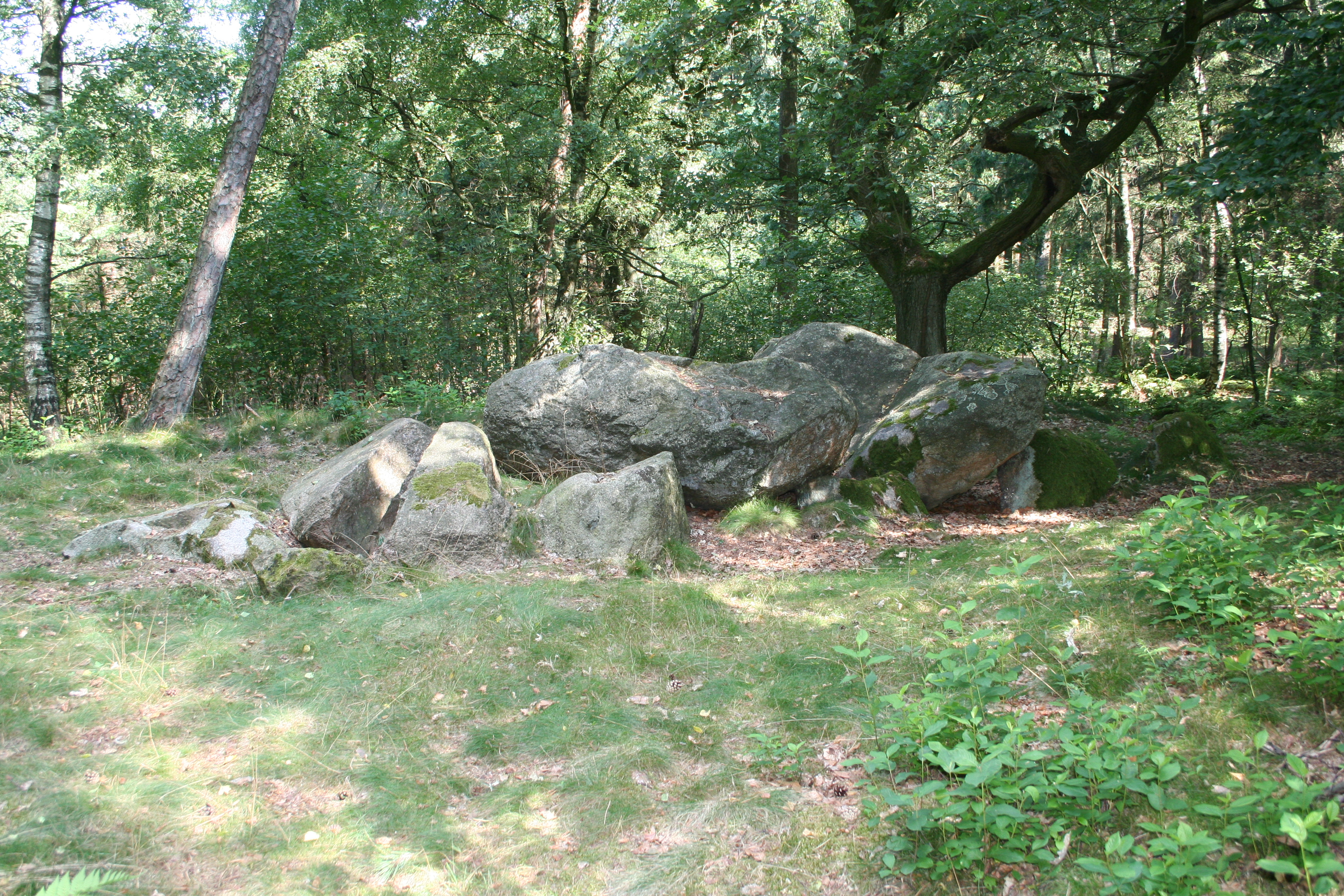
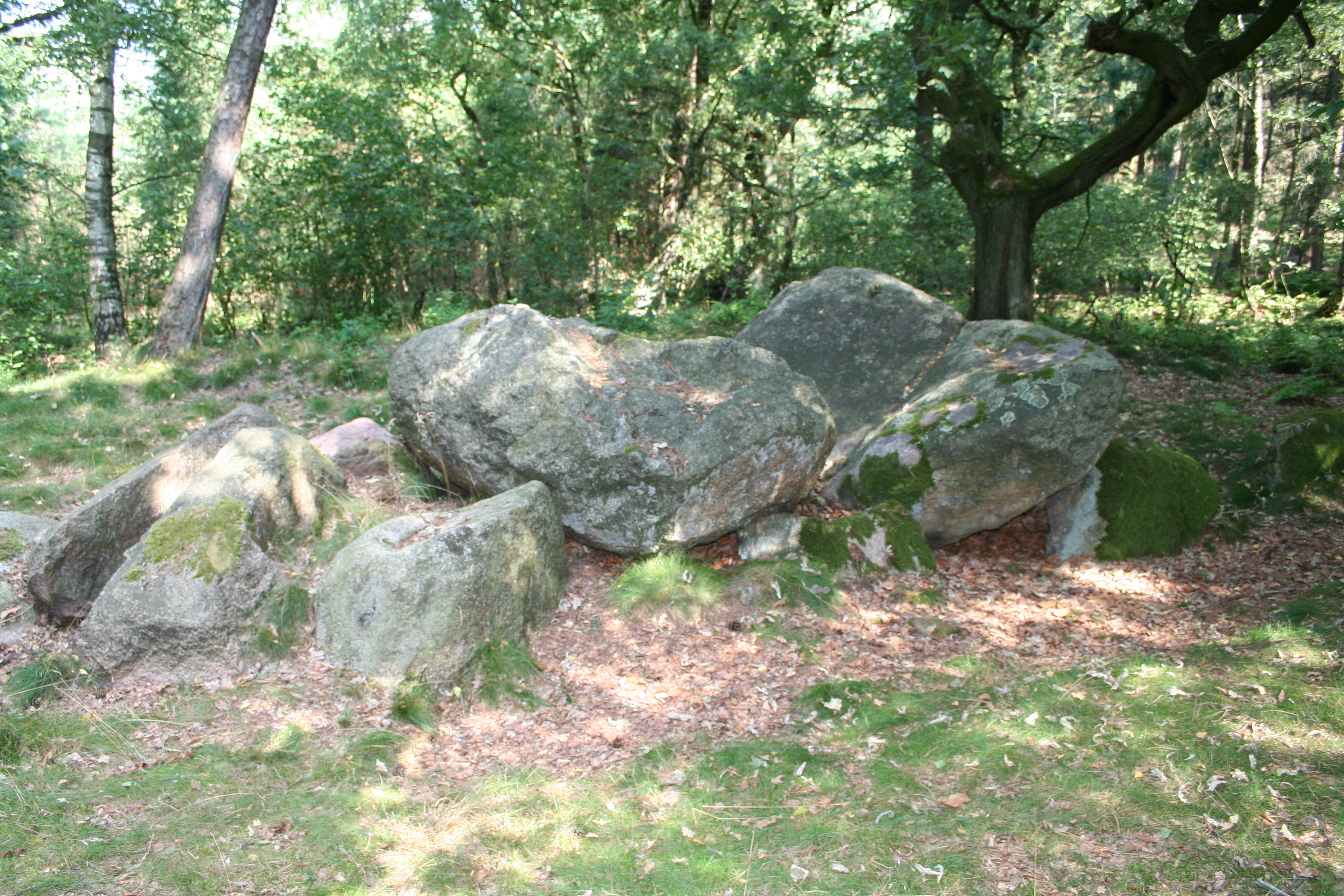
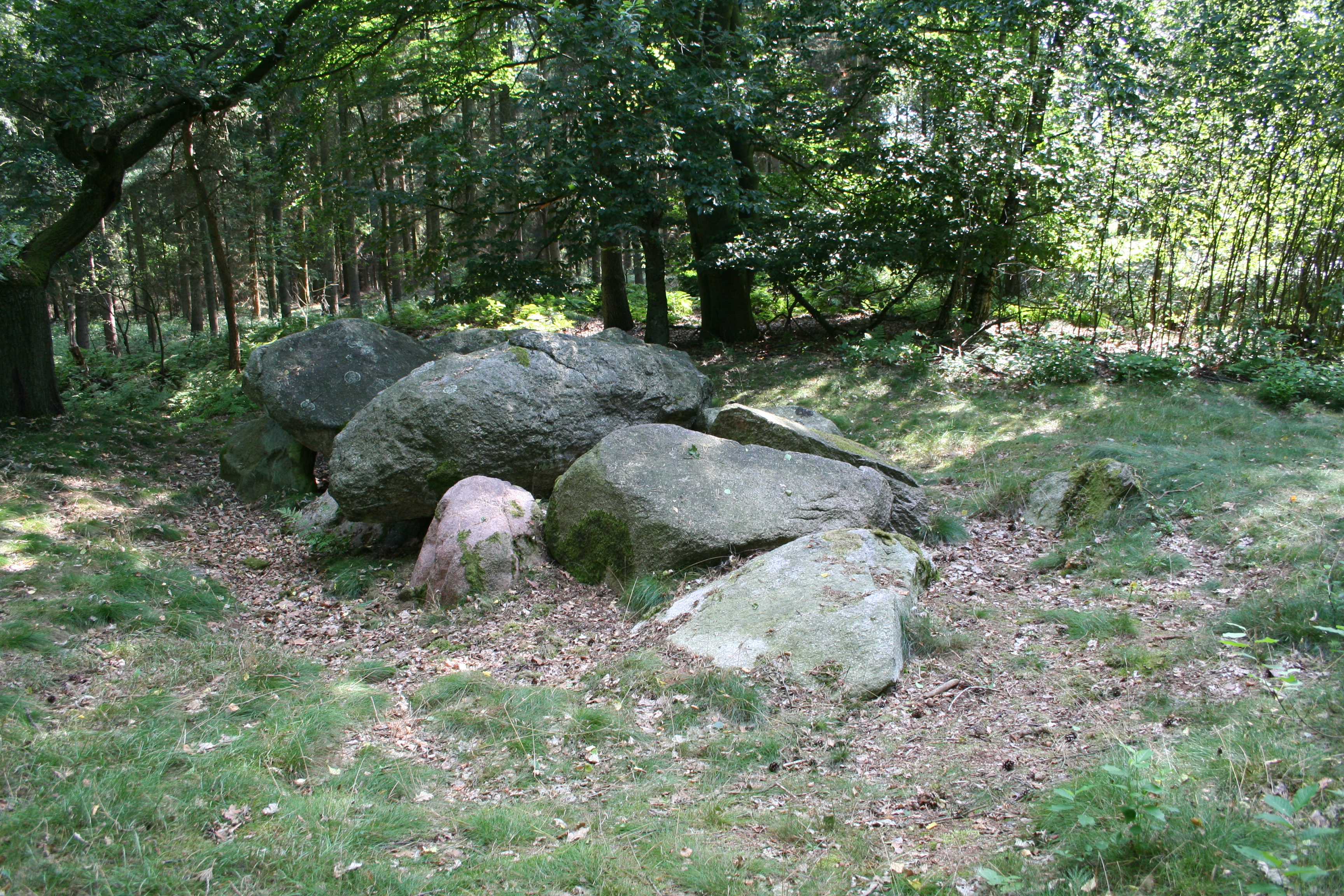

## Beschreibung
Das ost-west orientierte Großsteingrab hat die Maße 8 × 1,8 Meter. Neun Trag- und drei Decksteine sind erhalten; zwei Decksteine sind zerbrochen. Die Anlage lag ursprünglich in einem Hügel, der etwa 12 × 16 Meter groß gewesen sein soll. Funde aus dem Steingrab befinden sich im Landesmuseum Natur und Mensch Oldenburg.
In gut einem halben Kilometer südsüdwestlicher Entfernung liegt das Großsteingrab Mühlensteine.
Beide Anlagen liegen an der Straße der Megalithkultur.